# Latexfauna
Latexfauna — український музичний гурт у жанрі чилвейв. Виконує пісні українською та суржиком. Заснований 2015 року.

## Історія гурту
Троє учасників гурту — Дмитро Зезюлін, Костянтин Левицький та Олександр Димань — грали разом у студентському музичному колективі з першого курсу в Інституті журналістики КНУ ім. Тараса Шевченка. Після закінчення університету припинили музичний проект, але за п'ять років вирішили створити новий гурт, обравши «яскраву» та оригінальну («щоб гуглилась») назву Latexfauna.
Початкову увагу до творчості гурту привернула трансляція синглу «Аяхуаска» в програмі «Утренняя порка» на радіо «Аристократи». За словами Зезюліна, на цю пісню вони зробили дев'ять різних аранжувань допоки Олександр Димань не запропонував біт із джембе, який вони використали в остаточній версії.
На перший же виступ гурту на Радіо «Сковорода» прийшло близько 600 людей. Сценічний дебют гурту відбувся 2016 року на фестивалі «Республіка». У жовтні 2016 року у київському клубі Mezzanine відбувся перший сольний концерт. На той час в репертуарі гурту було лише шість пісень.
У червні 2017 року гурт підписав контракт із лейблом Moon Records.
Гурт регулярно публікує свою творчість у вигляді окремих синглів у міру їх написання, запису і зведення. Автором обкладинок  синглів є Дмитро Зезюлін . Вихід першого альбому відбувся у травні 2018 року. Живий виступ з презентацією платівки відбувся 16 травня у київському клубі Atlas .
Другий альбом гурту, Senbernar, вийшов 30 вересня 2022 року і був присвячений першому директору гурту — Богдану Уцесі .
Серед гуртів, які на них вплинули, музиканти називають Pompeya та The Cure .

## Склад
Учасниками гурту є:
- Дмитро Зезюлін — вокал, автор пісень
- Ілля Случанко — гітара
- Олександр Димань — бас-гітара
- Олександр Мильніков — клавішні (ex- Practical Senses)
- Максим Гребінь — барабани[8]

Колишні учасники:
- Костянтин Левицький — гітара

Студійним зведенням пісень гурту займається саунд-продюсер Антон Дерев'янко.
17 серпня 2018 року пішов з життя перший директор гурту — Богдан Уцеха, його наступником у гурті став — Борис Гінжук.
На початку 2020 року Latexfauna змінює свого гітариста Костянтина Левицького, новим учасником гурту стає екс-учасник гуртів «Фіолет» та «Леді Джанк» — Ілля Случанко.

## Дискографія
Студійні альбоми
- 2018 — Ajahuaska
- 2022 — Senbernar

EP
- 2017 — Season One

## Відеокліпи
| Рік  | Пісня        | Режисер                                     | Нотатки                             |
| ---- | ------------ | ------------------------------------------- | ----------------------------------- |
| 2017 | Surfer       | Володимир Журавкін                          | Оператор — Євген Губренко           |
| 2017 | Lime         | Олександр Стеколенко                        | Над костюмами працювала Леся Патока |
| 2018 | Doslidnytsya | Андрій Войчук                               |                                     |
| 2019 | Evpatoria    | Ганна Копилова                              |                                     |
| 2021 | ARKTIKA      | Дмитро Зезюлін                              | DoP — Денис Селезньов               |
| 2021 | BOUNTY       | Режисер та оператор — Інді Хайт / Indy Hait |                                     |
| 2022 | CHERKASCHYNA | Indy Hait                                   |                                     |
| 2023 | MASANDRA     | Indy Hait                                   |                                     |
| 2024 | LUCERNA      | Алан Бадоєв                                 |                                     |

## Чарти
Альбоми
| Рік  | Альбом      | Google Play [Архівовано 14 березня 2018 у Wayback Machine.] | iTunes Top 100 Ukraine Albums Chart [Архівовано 19 травня 2018 у Wayback Machine.] |
| ---- | ----------- | ----------------------------------------------------------- | ---------------------------------------------------------------------------------- |
| 2018 | «Ajahuaska» | 3                                                           | 26                                                                                 |
| 2022 | «Senbernar» | [уточнити]                                                  | [уточнити]                                                                         |

Пісні
| Рік  | Пісня       | Ukraine Top 40 [Архівовано 17 травня 2018 у Wayback Machine.] | Ukraine Rock Top 20 [Архівовано 14 листопада 2014 у Archive.is] |
| ---- | ----------- | ------------------------------------------------------------- | --------------------------------------------------------------- |
| 2018 | «Алое»      | 35                                                            | 5                                                               |
| 2018 | «Космос»    | 17                                                            | 3                                                               |
| 2018 | «Кунг-фу»   | 30                                                            | 7                                                               |
| 2019 | «Євпаторія» | 30                                                            | 7                                                               |
| 2019 | «Дельфінам» | 27                                                            | 6                                                               |
| 2019 | «Одіссей»   | -                                                             | 9                                                               |
| 2020 | «Kosatka»   | 26                                                            | 3                                                               |

## Використання суржику
Використання гуртом суржику у текстах частини пісень викликає неоднозначне ставлення з боку слухачів: у той час як одні критикують музикантів, інші вважають це особливістю .
Проте за словами автора текстів та вокаліста Дмитра Зезюліна, він використовує в текстах пісень суржик «по натуральності», оскільки не думає літературною мовою . Він також вважає, що суржик несе в собі інший зміст, ніж відповідні слова літературної української та обґрунтовує свою позицію «чесністю»:
|  | Якщо я хочу сказати «мальчіки Австралії», то я кажу «мальчіки Австралії», а не «хлопчики Австралії». Це вже інший зміст. Коли чуєш «хлопчики», то уявляєш кардинально інший образ. … Українську мову я знаю добре, проте не хотів би так писати. …якщо мені хочеться вставити слово із суржика, то я його вставляю. Тому що це чесно. |

Четверо членів колективу походять із невеликих містечок Центральної України: Зезюлін є уродженцем міста Тальне, Черкаська область, екс-гітарист Левицький із міста Ямпіль, Вінницька область, а Димань та Мильніков — із міста Сквира, Київська область. Ілля Случанко родом з міста Керч.

## Визнання
Перші ж сингли здобули гурту критичне визнання у музичних колах. Так, у 2016 році редакція видання Karabas Live назвала Latexfauna дебютом року. У травні 2017 року кавер на пісню «Surfer» виконала Христина Соловій. У 2018 році презентацію дебютного альбому відвідали Джамала та Євген Галич.